# Maëva Orlé

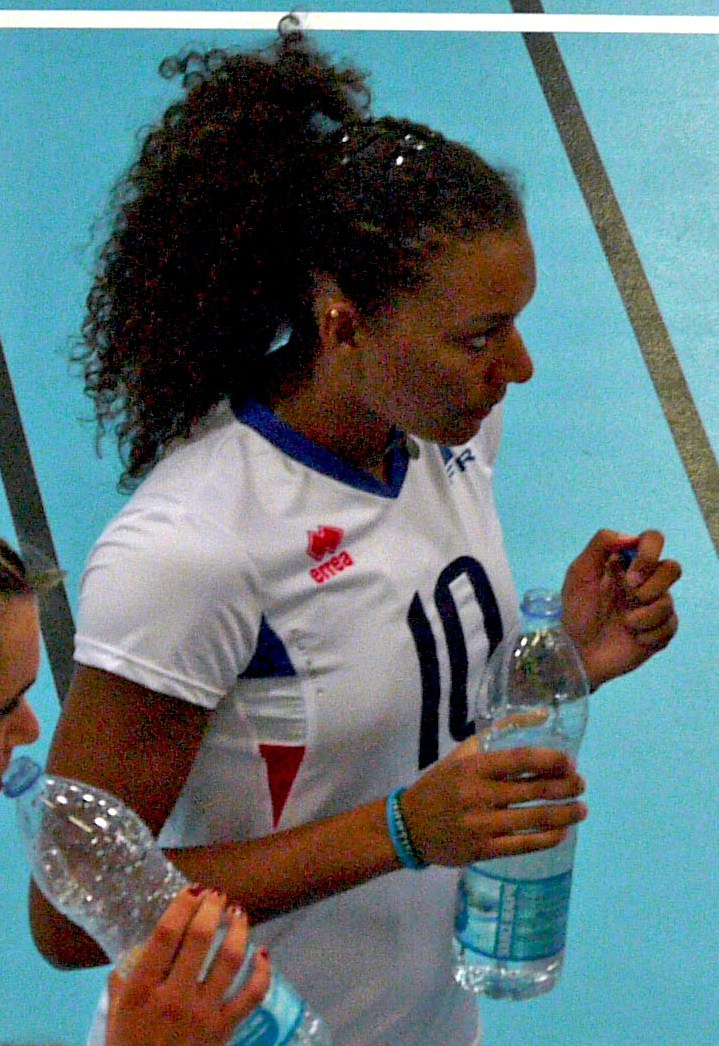
Maëva Orlé reprezentantką Francji w 2010 roku

Maëva Orlé (ur. 8 maja 1991 w Paryżu) – francuska siatkarka, reprezentantka Francji, grająca na pozycji atakującej.

## Kariera klubowa
| Kariera juniorska         | Kariera juniorska                | Kariera juniorska | Kariera juniorska | Kariera juniorska | Kariera juniorska | Kariera juniorska | Kariera juniorska | Kariera juniorska | Kariera juniorska | Kariera juniorska |
| ------------------------- | -------------------------------- | ----------------- | ----------------- | ----------------- | ----------------- | ----------------- | ----------------- | ----------------- | ----------------- | ----------------- |
| Lata                      | Klub                             |                   |                   |                   |                   |                   |                   |                   |                   |                   |
| 2008–2010                 | France Avenir 2024               |                   |                   |                   |                   |                   |                   |                   |                   |                   |
| Kariera seniorska         |                                  |                   |                   |                   |                   |                   |                   |                   |                   |                   |
| Lata                      | Klub                             |                   |                   |                   |                   |                   |                   |                   |                   |                   |
| 2010–2015                 | ES Le Cannet-Rocheville          |                   |                   |                   |                   |                   |                   |                   |                   |                   |
| 2015–2017                 | ASPTT Mulhouse                   |                   |                   |                   |                   |                   |                   |                   |                   |                   |
| 2017–2018                 | Stade Français Paris Saint-Cloud |                   |                   |                   |                   |                   |                   |                   |                   |                   |
| 2018–2019 (do 01.2019)    | UVT Agroland Timisoara           |                   |                   |                   |                   |                   |                   |                   |                   |                   |
| 2019–2019 (od 22.01.2019) | HPK Hämeenlinna                  |                   |                   |                   |                   |                   |                   |                   |                   |                   |
| 2019–2021                 | PLDT Home Fibr Hitters           |                   |                   |                   |                   |                   |                   |                   |                   |                   |
| 2021–2022                 | VC Marcq-en-Barœul               |                   |                   |                   |                   |                   |                   |                   |                   |                   |
| 2022–2023                 | VC Kuanysh                       |                   |                   |                   |                   |                   |                   |                   |                   |                   |
| 2023–                     | Alianza Lima                     |                   |                   |                   |                   |                   |                   |                   |                   |                   |

## Sukcesy klubowe
Liga francuska:
- 2017
- 2015
- 2011

Puchar Francji:
- 2015

Liga fińska:
- 2019

Liga kazachstańska:
- 2023

Liga peruwiańska:
- 2024[3]

Klubowe Mistrzostwa Ameryki Południowej:
- 2025[4]